# 酒房镇
酒房镇，是中华人民共和国陕西省宝鸡市麟游县下辖的一个乡镇级行政单位。

## 行政区划
酒房镇下辖以下地区：
大庄村、麻夫村、闹林村、景家庄村、卞坡村、团庄村、苟安村、花花庙村、菜子山村、万家城村和焦家沟村。